# Moczyłki
Moczyłki (in tedesco: Springkrug) è un villaggio polacco del distretto di Białogard, nel voivodato della Pomerania Occidentale. Si trova a circa 4 kilometri a sud-est di Białogard e circa 100 chilometri a nord-est della capitale del voivodato, Stettino. Prima del 1945 l'area faceva parte della Prussia, Impero Tedesco. Tra gli anni 1975 – 1998 il villaggio apparteneva al voivodato di Koszalin. Nel 2007 il villaggio contava 156 abitanti.

## Geografia
Il villaggio si trova a circa 4 chilometri a sud-est di Białogard, sulla riva destra del fiume Parsęta. Si trova sulla strada provinciale 163 che porta da Kołobrzeg a Wałcz attraverso Białogard e Połczyn-Zdrój. Su entrambi i lati della strada provinciale, presso la linea ferroviaria Szczecinek – Kołobrzeg, sul percorso dell'ex linea a scartamento ridotto Białogard – Świelino sono presenti diversi sfagneti e pinete.

## Infrastrutture e trasporti
C'è una fermata dell'autobus, un agriturismo e un'ex stazione ferroviaria oltre a un sentiero turistico locali che attraversa il villaggio:
- Il sentiero escursionistico-turistico regionale lungo 152 chilometri, detto "sentiero del sale".